# Антоновская улица (Санкт-Петербург)
Анто́новская улица — улица в Калининском районе Санкт-Петербурга. Проходит от Замшиной улицы в сторону Пискарёвского проспекта. В сущности является внутриквартальным проездом.

## История
Возникла в XIX веке и была названа по фамилии владельца земельного участка Филиппа Антоновича Антонова, владельца дома, стоявшего на углу Любашинского и Тепловодского проспектов (сейчас на этом месте находится дом № 65 по проспекту Металлистов). Название известно с 1901 года.

## Пересечения
- Замшина улица

## Транспорт
Ближайшие к Антоновской улице станции метро — «Лесная» и «Площадь Ленина».